# 페터 디트리히
페터 디트리히(독일어: Peter Dietrich, 1944년 3월 6일, 헤센 주 노이-이젠부르크 ~)는 독일의 전직 축구 선수로, 현역 시절 미드필더로 활약했다.
디트리히는 1970년 월드컵을 바로 앞두고 딱 1번 서독 국가대표팀 경기에 출전했지만, 은퇴 전까지 또 한번의 국가대표팀 경기에 출전하지 못했다.